# Hanno von Graevenitz
Hanno Theodor von Graevenitz (* 1. Oktober 1937 in Cosel; † 4. Mai 2007 in München) war ein deutscher Diplomat.

## Leben
Hanno von Graevenitz studierte Rechtswissenschaft und trat 1965 in den auswärtigen Dienst. Von 1968 bis 1971 war er an der Botschaft Kinshasa und von 1971 bis 1974 an der Botschaft Quito akkreditiert. Von 1974 bis 1977 wurde er im Auswärtigen Amt in Bonn beschäftigt. Von 1977 bis 1980 war er an der Botschaft Nikosia akkreditiert. In Nikosia war Hanno von Graevenitz Geschäftsträger, zu seinen Botschaftspersonal gehörte Botschaftsrat Paul Kurbjuhn (* 1913). Von 1980 bis 1984 war er an der Botschaft Bangkok akkreditiert. Von 1984 bis März 1987 wurde er im Auswärtigen Amt in Bonn beschäftigt. Von März 1984 bis 1984 leitete er die Abteilung Wirtschaft an der Botschaft in Den Haag. 1995 war er Generalkonsul in London, 2000 Generalkonsul in Houston und 2003 Generalkonsul in Edinburgh.